# 큰아시아둥근잎박쥐
큰아시아둥근잎박쥐(Hipposideros lekaguli)는 잎코박쥐과에 속하는 박쥐의 일종이다. 말레이시아와 필리핀, 태국에서 발견된다. 학명은 태국 동물학자 겸 환경보호론자인 레카굴(Boonsong Lekagul) 박사의 이름에서 유래했다.